# 多利納 (特盧馬奇區)
48°51′52″N 25°12′0″E / 48.86444°N 25.20000°E

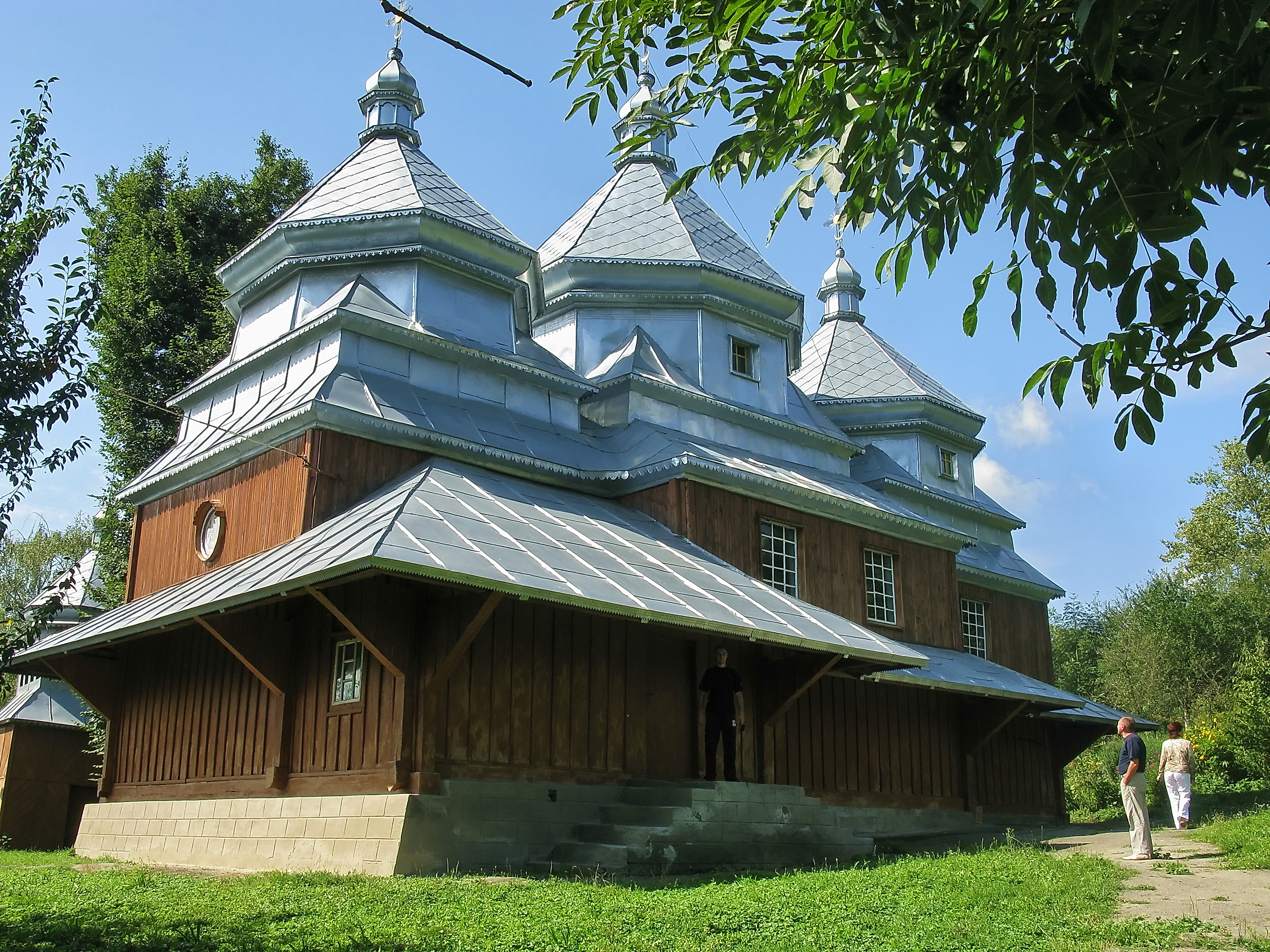

多利納（烏克蘭語：Долина），是烏克蘭西部的村莊，隸屬伊萬諾-弗蘭科夫斯克州的伊萬諾-弗蘭科夫斯克區。該村始建於1395年，面積14.6平方公里，人口440，人口密度每平方公里42.6人。